# Xã Dudley, Quận Haskell, Kansas
Xã Dudley (tiếng Anh: Dudley Township) là một xã thuộc quận Haskell, tiểu bang Kansas, Hoa Kỳ. Năm 2010, dân số của xã này là 1.683 người.